# Isak Green
Isak Green, född 12 december 2002 i Skövde, är en svensk handbollsspelare som spelar i IFK Skövde. 